# La Tueuse de Las Vegas
Pour plus de détails, voir Fiche technique et Distribution.
La Tueuse de Las Vegas (Highway Dragnet) est un film américain en noir et blanc réalisé par Nathan Juran, sorti en 1954. Tourné en dix jours, ce film noir de série B a été un succès,.

## Synopsis
À Las Vegas, James Henry, soldat médaillé tout juste rentré de la guerre de Corée, est accusé à tort d'avoir tué une fille de bar avec qui il avait été vu un peu plus tôt. Il s'échappe des mains de la police, vole une voiture de police et prend la route en direction de la Californie. Il croise une voiture en panne avec deux femmes à bord. Il abandonne la voiture de police en aval et, se faisant passer pour un auto-stoppeur, offre aux femmes une main secourable. La panne réparée, celles-ci prennent Henry à bord de leur véhicule. La police le talonne...

## Fiche technique
- Titre : La Tueuse de Las Vegas
- Titre original : Highway Dragnet
- Réalisation : Nathan Juran
- Scénario : Herb Meadow, Jerome Odlum, U.S. Anderson, Roger Corman
- Producteur : William F. Broidy, Jack Jungmeyer
- Société de production : Allied Artists Pictures
- Musique : Edward J. Kay
- Photographie : John J. Martin
- Montage : Ace Herman
- Pays de production : États-Unis
- Langue : anglais
- Format : noir et blanc – 35 mm – 1.66:1 – mono (Western Electric Sound System)
- Genre : Film policier
- Durée : 71 min
- Dates de sortie : 
  - États-Unis : 27 janvier 1954
  - France : 9 septembre 1960

## Distribution
- Richard Conte : James Henry
- Joan Bennett : Mme Cummings
- Wanda Hendrix : Susan Willis
- Reed Hadley : lieutenant-détective Joe White Eagle
- Mary Beth Hughes : Terry Smith
- Iris Adrian : Dolly, la serveuse au café
- Harry Harvey : M. Carson
- Tom Hubbard : sergent-détective Ben Barnett
- Frank Jenks : Paul, le marine en civil
- Murray Alper : le conducteur du camion à glace
- Zon Murray : l'agent de police dans le café
- House Peters Jr. : Steve
- Joseph Crehan : le vieil agent de police au poste de frontière californien
- Charles Anthony Hughes : l'agent de police rondouillard au poste de frontière (crédité Tony Hughes)
- Bill Hale : Harry
- Fred Gabourie : l'agent de police Al

## Source
- La Tueuse de Las Vegas et l'affiche française du film, sur EncycloCiné